# Ердвульф
Ердвульф (давн-англ. Eardwulf; ? — 810) — король Нортумбрії у 796—806 та 808—810 роках.

## Життєпис

### Молоді роки
Походив зі знатного та впливового роду, ймовірно походив від Енвіна, сина короля Едвульфа. Син елдормена Ердвульфа, який помер у 774 або 775 році. Згодом сам Ердвульф Молодший став елдорменом. Вважається, що король Етельред I розглядав в ньому загрозу для трону, тому у 791 році він наказав заарештувати елдормена і запроторити до монастиря Ріпон, проте потім передумав і наказав убити його. Бездиханного Ердвульфа залишили біля стін монастиря. Ченці, виявивши тіло, внесли його в монастир і поклали під навісом біля входу в храм, де лунали грегоріанські піснеспіви. Після півночі тіла на колишньому місці вже не було: Ердвульф ожив і увійшов до церкви.
Наступні роки Ердвульф провів у вигнанні. Він повернувся після вбивства Етельреда I, отримавши підтримку, повалив короля Осбальда.

### Перше володарювання
Невдовзі після сходження на трон відмовився від дружини, взявши наложницю. Це викликало невдоволення духівництва, яке на чолі з архієпископом Енбальдом II виступили у конфлікт з королем.
З самого початку стикнувся з протистоянням знаті. У 798 році повстав ярл Вада. Ердвульф розбив його військо у битві при Біллінгтон-Муррі, й Ваді довелося втекти з країни до Мерсії. У 799 році підняв повстання ярл Молл (родич короля Етельреда I), але його було швидко переможено. У 800 році був убитий Елхмунд, син короля Елхреда. Його поховали в Ліллесголлі і стали шанувати наче святого.
У 801 році Ердвульф рушив війною проти Кенвульфа, короля Мерсії, де знаходили притулок його супротивники, але за посередництва духовенства сторони уклали мирний договір.
У 806 році Ердвульфа було повалено. Він втік до двору франкського імператора Карла Великого. Новим королем став Ельфвалд II.

### Друге володарювання
У 808 році, після смерті Ельфвалда II, Ердвульф за підтримки імператора і папи римського Лева III повернувся до Нортумбрії, ставши знову королем. Для зміцнення свого становища зробив свого сина Енреда співкоролем. Помер 810 року, а Енред став єдиним володарем Нортумбрії.